# Happiness (2013)
Happiness ist ein Dokumentarfilm des französischen Filmemachers Thomas Balmès aus dem Jahr 2013. Am Beispiel des 8-jährigen Peyangki geht Balmès der Frage nach, ob die Einwohner Bhutans durch den Zugriff auf Fernsehen und Internet glücklicher geworden sind. 2019 drehte Balmès mit Sing Me a Song einen weiteren Film mit Peyangki, in dem er beobachtet, wie sich dessen Leben einige Jahre später durch die neuen Medien verändert hat.

## Handlung
1999 gewährt Bhutans König Jigme Singye Wangchuck seinem Volk Zugriff auf Fernsehen und Internet, um damit das Bruttonationalglück des Landes zu steigern. Er warnt die bhutanische Bevölkerung jedoch auch vor schädlichen Inhalten in diesen Medien und dass man diese deshalb vorsichtig und selektiv nutzen müssen.
Mehr als 10 Jahre nach dieser Ankündigung wird das entlegene Dorf Laya im Nordwesten Bhutans als eine der letzten Ortschaften des Landes an das Stromnetz angeschlossen. Der 8-jährige Halbwaise Peyangki soll nach dem Willen seiner Mutter Mönch im Tempel werden. Er interessiert sich jedoch mehr für das Fernsehen. Neben seiner Ausbildung zum Mönch beobachtet Peyangki die Veränderungen im Dorf. Gemeinsam mit seinem Onkel Kinley Om unternimmt er eine mehrtägige Reise in die Hauptstadt Thimphu. Die Familie will dort einen Yak des Onkels verkaufen, um sich mit dem Erlös ihren ersten eigenen Fernseher leisten zu können.
Schließlich bringen Kinley Om und Peyangki einen Fernseher nach Laya. Auch andere Familien des Ortes haben sich die Geräte gekauft und schauen fern. Im Programm sind vor allem Wrestling-Übertragungen zu sehen. Stillschweigend betrachten die Bhutaner das Programm.

## Rezeption
Stephen Farber lobte in seiner Kritik im Hollywood Reporter vor allem die eindringlichen Bilder und den Soundtrack von British Sea Power, bemängelte jedoch einige offensichtlich inszenierte Dialoge.

## Auszeichnungen (Auswahl)
- Sundance Film Festival 2014: Cinematography Award: World Cinema Documentary[2]
- Sheffield Doc/Fest 2014: Sheffield Youth Jury Award – Honorary Mention.[3]